# Брокмен (национальный парк)
Национальный парк Брокмен (англ. Brockman National Park) — национальный парк на юго-западе Западной Австралии, расположенный в 288 км к югу от столицы штата Перта и в 10 км к югу от Пембертона. Площадь парка составляет 52 га.

## Описание
Парк расположен по обеим сторонам дороги Пембертон-Нортклифф и представляет собой эвкалиптовый лес, состоящий из эвкалипта разноцветного (Eucalyptus diversicolor) с вкраплениями Corymbia calophylla. Лесной подлесок состоит из смеси растений, в том числе Taxandria linearifolia, Trymalium odoratissimum, Acacia pentadenia и Allocasuarina decussata, которые предпочитают влажные условия.
Северная граница парка — река Уоррен, а с запада с ней граничит национальный парк Уоррен.
Плата за вход в парк не взимается, но здесь также нет удобств для посетителей.
Парк получил своё название по близлежащей усадьбы Йигэруп, которая раньше называлась овцеводческой станцией Брокмана.